# 이고르 마티치
이고르 마티치(세르보크로아트어: Игор Матић / Igor Matić, 1981년 7월 22일 ~ )는 세르비아의 전 축구 선수로 포지션은 공격형 미드필더였다.